# Нургюл Салімова
Нургюл Салімова (болг. Нургюл Салимова; нар. 2 червня 2003, Крепча, Болгарія) — болгарська шахістка. У 2019 році отримала звання міжнародного майстра та жіночого гросмейстера ФІДЕ. Чемпіонка Болгарії серед жінок (2017). У 2023 році виграла срібну медаль національного чемпіонату Болгарії з шахів, будучи єдиною жінкою, яка брала участь у відкритій секції турніру.

## Життєпис
Салімова народилася в селі Крепча в Болгарії (Тирговиштська область). Обоє її батьків турецького походження. Навчилася грати в шахи у чотири роки. У 2011 році виграла молодіжний чемпіонат Європи з шахів серед дівчат до 8 років, що проходив в Албені. У 2015 році виграла юнацький чемпіонат світу з шахів серед дівчат до 12 років в місті Порто-Карас. У 2015 році виграла юнацький чемпіонат Європейського Союзу з шахів серед дівчат до 12 років. Багаторазова переможниця Чемпіонатів Болгарії та Європи зі швидких та бліц-шахів серед дівчат у різних вікових групах.
Переможниця чемпіонату Болгарії з шахів серед жінок у 2017 році У 2018 році Салімову запрошено грати в одному з найсильніших турнірів світу — Вейк-ан-Зеє. У квітні 2018 року Салімова стала чемпіонкою Болгарії в категорії дівчат до 16 років, а через 2 дні стала чемпіонкою Болгарії з бліцу в категорії хлопців та дівчат до 16 років. У травні 2018 року Салімова виграла турнір Bayonne open з показником ефективності 2600+, що достатньо для норми гросмейстера. У липні 2018 року Салімова виконала останню норму жіночого міжнародного майстра, першу норму міжнародного майстра і першу норму жіночого міжнародного гросмейстера у місті Пардубиці, Чехія з показником ефективності 2478. Завдяки цьому її рейтинг піднявся до 2352 і вона стала № 2 у світовому рейтингу дівчат до 16 років, № 2 серед болгарських жінок і № 11 у світовому рейтингу серед дівчат до 20 років. У вересні вона взяла участь у сербській жіночій лізі у складі команди «Бановці Дунав». Салімова грала за другою дошкою і набрала 8/10 (без втрат) з результативністю 2400+. Цим вона виконала другу норму жіночого гросмейстера. Загалом команда виступила погано і фінішувала на останньому місці.
Салімова виконала останню норму жіночого гросместейра і другу норму міжнародного майстра у грудні 2018 року у віці 15 років у Задарі, Хорватія з результативністю 2492. У квітні 2019 року на індивідуальному чемпіонаті Європи з шахів серед жінок Салімова набрала свою останню норму жіночого гросмейстера і стала гросмейстером серед жінок у віці 15 років і 10 місяців. Також вона здобула право брати участь у жіночому кубку світу.
У січні 2022 року на турнірі Vergani Cup Салімова виконала першу норму гросмейстера після перемоги над колишнім претендентом на чемпіонаті світу гросмейстером Найджелом Шортом.
На Чемпіонаті Болгарії з шахів 2023 року їй не вистачило половини очка до першого місця. Хоча вона розділила друге місце з двома іншими учасниками (обидва гросмейстери), Салімову була нагороджено срібною медаллю, оскільки вона набрала більше очок на тай-брейку. У турнірі вона випередила шістьох гросмейстерів і програла лише чемпіону, національній легенді Болгарії, гросмейстеру Кирилу Георгієву. Змагання проходило 21-28 січня 2023 року в Софії, Болгарія.
На жіночому Кубку світу із шахів 2023 Салімова дійшла до фіналу, здобувши перемогу над багатьма досвідченими шахістками, зокрема у півфіналі на тай-брейку їй поступилася українка Анна Музичук.